# Префектура Каґава
Префекту́ра Каґа́ва (яп. 香川県, かがわけん, МФА: [kagawa keɴ]?) — префектура в Японії, в регіоні Шікоку.  Розташована в північно-східній частині острова Шікоку, на березі Внутрішнього Японського моря, в Західній Японії. Адміністративний центр префектури — Такамацу. Межує з префектурами Токушіма, Ехіме, а також Хьоґо й Хірошіма й Хьоґо по морю. Заснована 1871 року на основі провінції Санукі. Площа становить 1876,53 км². Станом на 1 липня 2012 року в префектурі мешкало 989 548 осіб. Густота населення складала 527 осіб/км².  На території префектури розташовані стародавнє шінтоїстське святилище Компіра і буддистський монастир Дзенцу, місце народження японського мислителя Кукая. Найменша територіальна одиниця Японії префектурного рівня.

## Географія
У Каґаві випадає мало опадів і річок, тому віддавна на її території існує багато водосховищ. Рельєф префектури пагорбистий, високих гір немає. У північній частині Каґави, яка виходить до моря, розташовано багато островів, найбільшим з яких є Сьодо. По цих островах проходить Великий міст Сето, який зв'язує острови великі острови Японського архіпелагу — Шікоку і Хонсю.
За площею посідає 47-е місце у країні серед інших префектур Японії.

## Історія
- 7 століття: заснування провінції Санукі.
- 774 — 812 : народження і діяльність Кукая.
- 886 — 890: господарювання Суґавари но Мітідзане.
- 1156 — 1164: заслання Імператора Сутоку після смути Хоґен.
- 1184: розбиття військами Мінамото но Йосіцуне сил роду Тайра у битві при Ясіма.
- 14 — початок 16 століття: господарювання роду Хосокава.
- 16 століття: господарювання роду Мійосі.
- 1585: завоювання Сікоку силами Тойотомі Хідейосі.
- 17 — 19 століття: господарювання Такамацу-хан і Маруґаме-хан.
- 1873: заснування префектури Каґава.
- 1878: входження Каґави до складу префектури Ехіме.
- 1888: повторне виокремлення Каґави у окрему префектуру.
- 1945: бомбардування Такамацу авіацією США.

## Транспорт
- Аеропорт Такамацу (Такамацу)